# Conondale National Park
Conondale National Park är en park i Australien. Den ligger i delstaten Queensland, omkring 94 kilometer nordväst om delstatshuvudstaden Brisbane. Conondale National Park ligger 701 meter över havet.
Runt Conondale National Park är det mycket glesbefolkat, med 7 invånare per kvadratkilometer.. Närmaste större samhälle är Cambroon, omkring 13 kilometer nordost om Conondale National Park.
I omgivningarna runt Conondale National Park växer i huvudsak städsegrön lövskog. Genomsnittlig årsnederbörd är 1 446 millimeter. Den regnigaste månaden är januari, med i genomsnitt 281 mm nederbörd, och den torraste är september, med 33 mm nederbörd.